# Jean l’Aleman
Jean l’Aleman (Johann der Deutsche; † nach 1264) war durch Ehe Herr von Caesarea im Königreich Jerusalem. Als solcher wurde er auch Johann II. von Caesarea genannt.
Er war ein Sohn des Werner von Egisheim und dessen Gattin Pavia Embriaco von Gibelet. Sein Vater war ein deutscher Kreuzritter, der im französischsprachigen Königreich Jerusalem Karriere machte und dort Garnier l’Aleman („Werner der Deutsche“) genannt wurde. Nach ihm erhielten auch dessen Nachkommen den Beinamen „l’Aleman“.
Er heiratete Margarethe Brisebarre von Caesarea, die Tochter und Erbin des Johann Brisebarre, Herr von Caesarea. Aus ihrem Recht regierte er die Herrschaft Caesarea. Mit ihr hatte er drei Söhne:
- Hugo l’Aleman († Frühjahr 1264);
- Nicolas l’Aleman († 1277), Herr/Titularherr von Caesarea, ⚭ 1276 Isabella von Ibelin († 1282/83), Herrin von Beirut;
- Thomas l’Aleman, ⚭ Agnes von Blanchegarde, Tochter des Rudolf Brisebarre, Herr von Blanchegarde.

Als er starb, war sein ältester Sohn Hugo bereits tot, deshalb folgte ihm sein Sohn Nicolas als Herr von Caesarea.